# Верхний Стан
Ве́рхний Стан — село в Кыринском районе Забайкальского края России. Входит в сельское поселение «Тарбальджейское».

## География
Расположено на речке Хурултэй (бассейн левобережья реки Онон), в 7 км к северо-западу от центра сельского поселения — села Тарбальджей.

## Население
| 2010 | 2021 |
| ---- | ---- |
| 7    | ↘5   |